# 史克威爾
史克威尔（Square Co., Ltd.）是宫本雅史于1986年9月建立的日本电子游戏公司；2003年与艾尼克斯合并，成为史克威尔艾尼克斯的一部分。有时使用Squaresoft作为游戏的品牌名，此词偶尔也用来表示公司本身。此外，“Squaresoft. Inc”是公司合并前美国分部的名称，在合并后易名为“Square Enix. Inc”。
源自於高爾夫球的預備擊球姿勢與握柄的「Square」。「Square」具有「正方形」、「廣場」、「頑固的」、「有規矩的」等意思，在高爾夫球裡指和飛球線呈正90度的狀態。目標成為會正視問題、面對問題而不逃避的企業，而取了這個名字。另外意指遊戲軟體製作者聚集的廣場「square」，也包含了對公司的出生地四國（四角形）的感恩之意。寓含有在備有先進設備的製作環境之中，發揮製作者們的豐富感性與創造力，成為提供能在全世界通用的國際性娛樂事業公司。

## 历史

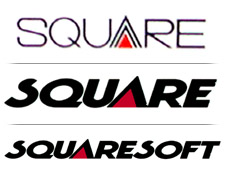
歷代史克威爾的標誌
上：使用於1986年至1992年
中：使用於1992年至2003年
下：Squaresoft品牌

1983年，宫本雅史在从日本顶尖大学之一的早稻田大学毕业后，於10月建立了史克威尔，是其父电线公司「电友社」的电脑游戏软件部门。当时的游戏开发通常只由一名程序员完成，宫本认为让图形设计师、程序师和专业编剧在项目中协作会更高效。史克威尔前两款游戏——《死亡陷阱》及续作《Will 死亡陷阱II》——皆有兼职雇员坂口博信完成，并发行于NEC PC-8801。
尽管最初史克威尔不愿意为游戏机开发游戏，但最终在1985年12月发行了一款FC游戏机，即复刻的《Thexder》。1986年9月，史克威尔从电友社分离，成为独立的公司Square Co., Ltd（株式會社史克威爾）.。坂口之后成为公司的全职雇员——规划与开发部总监。在几款FC游戏发行失败后，史克威尔在1987年搬迁到东京上野，并在受到艾尼克斯角色扮演游戏《勇者斗恶龙》的启发后，开发了同类游戏《最终幻想》。40万的销量让《最终幻想》在之后多年间发展了众多续作，并成为史克威尔的主要系列。
史克威尔还制作了其它广为人知的游戏，如《时空之轮》、《穿越时空》、《圣剑传说2》、《異域神兵》、《武藏传》、《寄生前夜》、《寄生前夜2》、《沙加开拓者》、《浪漫沙加》、《放浪冒险谭》、《王国之心》（与迪士尼互動合作）和《超级马里奥RPG》（于宫本茂指导下）等。
史克威尔在1995年7月搬迁到東京目黑區下目黑的Arco Tower。史克威尔曾是计划在任天堂64上开发发行游戏的众多公司之一，但因为任天堂堅持於任天堂64儲存遊戲上使用卡匣，加上世嘉土星和PlayStation这种CD媒介游戏机开发游戏成本比卡匣更低和容量更大，史克威尔最终决定为PlayStation系统开发游戏。《最终幻想VII》就是其中的游戏之一，全球980万的销量使游戏成为PlayStation第二畅销游戏（僅次於《GT賽車》）。
2001年2月8日，因动画电影《最终幻想：灵魂深处》的失败导致公司上市以来首次出现季度亏损，该公司实行了日本企业员工重组计划。公司中有三名高管被调动职务，他们为了对损失负责，“辞去”了目前职务，并调至其他不同职位。最终幻想系列生父坂口博信不再担任副总裁，而是担任“执行制作人”直至2003年合併前離開公司。此外公司总裁武市智行成为公司的合同顾问，主任Masahi Hiramatsu成为执行顾问。
在2001年GIA.com的采访中，当问及“你是否曾担心史克威尔会变得过于依赖最终幻想之名”时，坂口博信回答，“避免这点实际上已经成为史克威尔目标很长时间了。尝试为公司开发一些新的重要系列是我们的目标；这一直在我们心中。”
在11月26日，报道称史克威尔总裁铃木尚辞职，随公司改组计划，COO和田洋一在12月接任总裁。
2002年5月28日，和田的公司改组中称“史克威尔正式采用组队的开发风格，并按项目分配支援，开发者现在将固定在部门中。出于效率，源代码和资源会共享，员工将根据其部门的利润获得不同奖金。史克威尔将开发者分组，目的还在于让开发团队重用已开发的作品，使游戏开发更具成本效益。开发成本由最初的二三十亿日元下降至预计十亿元。”此外，公司透漏他们计划发行两部的《最终幻想X》衍生作品，即后来的《最终幻想X-2》。
随着《最终幻想X》和《王国之心》的成功，公司恢复稳定并在2002财年获得历史最高营业利润率。2002年11月25日，宣布称史克威尔和艾尼克斯之前的合并计划正式开始。和田洋一称“史克威尔也完全恢复，这意味着本次合并在两家公司皆处于顶点时发生”。即使如此，一些股东对合并抱有疑惑，特别是史克威尔创始人和最大股东宫本雅史，他发现若两RPG巨头执行协议，自己的持有量会明显减少。德意志证券的Oya Takashi也对合并的好处表示怀疑，他称“艾尼克斯外包游戏且只有少量内部开发者，而史克威尔则自己完成一切。两者结合没有带来消极因素，但在协同经营效应方面会有一些。”最终通过改变原史克威尔1股兑艾尼克斯0.81股的比例，宫本雅史的问题最终解决，接着两公司与2003年4月1日合并，史克威尔艾尼克斯成立。

## 子公司与相关企业

### 日本
Disk Original Group（DOG）是由至少七间日本电子游戏公司——史克威尔、Limited、Micro Cabin、Thinking Rabbit、Carry Lab、System Sacom、XTALSOFT和HummingBridSoft——组成的联盟。因为DOG以史克威尔为首，它们全部作品皆以史克威尔名义发行。然而事实上，以DOG标签发行的11款游戏中只有少量由史克威尔制作。这些游戏通常商业失败。
DigiCube建立于1996年2月。其为在亚洲出售与销售电子游戏及跨媒体作品（玩具、书籍、音乐等）而建立。公司2003年10月宣告破产。
1998年建立的Escape, Inc开发了竞速游戏《Type-S 大赛车》。
Square Visual Works（CG工作室）、Square Sound（音效工作室）、Squartz（质量控制）与Square Next皆于1999年6月成立。它们随后在2001年和2002年中并入史克威尔有限公司。
Quest公司是1988年7月成立的独立软件开发工作室，以皇家骑士团系列知名。松野泰己、皆川裕史、吉田明彦等一些团队成员在1997年离开Quest加入史克威尔，并创作了《最终幻想战略版》、《放浪冒险谭》等PlayStation游戏。2002年，Quest被史克威尔收购。
The Game Designers Studio, Inc.（株式会社ゲームデザイナーズ・スタジオ）是史克威尔为任天堂GameCube创作游戏而建立的空壳公司，虽然史克威尔和索尼电脑娱乐有为PlayStation游戏机独家创作游戏的交易。为了规避协议，史克威尔只控股49%，而史克威尔第二开发部的部长河津秋敏控股51%。成立的新公司也使其可能获得任天堂的Q资金——给为GameCube开发游戏的新开发者的资金。Game Designers Studio只发行了一部游戏《最终幻想水晶编年史》。《水晶编年史》事实上是由史克威尔艾尼克斯第二开发部开发，由任天堂发行。
在《水晶编年史》开发时，史克威尔和艾尼克斯合并为史克威尔艾尼克斯。史克威尔艾尼克斯随后全资购得Game Designer Studio，并将新子公司易名为SQEX Corporation。在2005年收购太東后，史克威尔与2006年3月将SQEX和太東合并，并将新子公司易名为株式會社太東（Taito Corporation）。

### 日本以外
Squaresoft, Inc.是1989年3月建立的史克威尔官方北美子公司。其在16位时代负责史克威尔作品北美本地化的制作与销售，并在32位时代继续史克威尔游戏的英语本地化。其还本地化了一系列非史克威尔作品，包括卡普空FC游戏《龙战士》和索尼PlayStation 2游戏《荒野兵器3》。其开发了超级任天堂游戏《艾薇莫的秘密》。公司现在叫做Square Enix, Inc.。Squaresoft原总部位于华盛顿雷德蒙德，并在那里发行了已经停止的时事通讯Ogopogo Examiner；之后的1996年，公司迁址加利福尼亚科斯塔梅萨；2006年时，Square Enix, Inc.迁到现址加利福尼亚埃尔塞贡多。
Square USA, Inc（原Square L.A., Inc.）于1995年8月建立。其经营高端电脑成像研究与开发工作室，并从32位时代起主要为史克威尔制作游戏制作图形。其总部位于加利福尼亚洛杉矶和夏威夷火鲁努努。如同其姐妹公司Square Soft, Inc.，Square USA是Square Co., Ltd.的全资子公司。
Square Europe, Limited于1998年12月建立，史克威尔开发游戏在欧洲和澳大利亚的本地化与行销。Square Europe总部位于英国伦敦，持有全部史克威尔开发互动娱乐作品在欧洲和其它PAL区的独占发行权。

#### 史克威尔艺电
史克威尔艺电（Square Electronic Arts, LLC）亦称作Square EA，是电子游戏开发商史克威尔和艺电的合资企业。史克威尔艺电宣布于1998年4月27日，坐落于加利福尼亚科斯塔梅萨，由岩崎顺担任总裁兼CEO监督运营，公司负责史克威尔制作全部游戏在北美的发行和行销。与此相对，EA史克威尔K.K.在日本同时建立，负责艺电制作游戏在亚洲的发行与行销。在协议条款中，艺电拥有史克威尔艺电的30%，史克威尔则拥有EA史克威尔的30%。
史克威尔艺电非常成功，其存在的五年中，美国本地化史克威尔作品销售比例比以往任何时期都高。另一方面，EA史克威尔则有些较不成功，如同历来美国开发商难以打入一般，艰难的对亚洲电子游戏市场产生影响。EA史克威尔还开发了《X-Squad》，一款在PlayStation 2推出时发行的游戏。
在史克威尔和前竞争对手艾尼克斯2003年合并的消息宣布后，史克威尔购回了史克威尔艺电中艺电的股份，将其收回到北美子公司Square Soft, Inc.，公司随后改名为Square Enix U.S.A., Inc.（今Square Enix, Inc.）并继续在北美发行史克威尔艾尼克斯作品。

#### Square Pictures
Square Pictures位于夏威夷火鲁努努，是史克威尔的电脑动画电影部门。公司1997年的目标是最终“将电影部门的技术进步带入游戏，实现游戏创造性启发电影，再反过来提升游戏的循环”。1998年，宣告称史克威尔和哥伦比亚电影合作，通过《最终幻想 电影》让系列进入影院，“实现首创以电脑图形模拟人类表情和活动的宏大目标”，2000年电影《最终幻想：灵魂深处》公布。电影于2001年7月11日上映，评价褒贬不一。巨额成本超支致使电影票房刚超过成本的一半。此后不久Square Pictures解散。
他们还为沃卓斯基姐弟创作了短片——《黑客帝国2：重装上阵》的前传《终极战役》。短片使用了如同《灵魂深处》的逼真角色，动作场面表现绚丽。影片和《追梦人》同时上映，并为黑客帝国两部续作设置了舞台。短片收录于2003年6月3日的DVD《黑客帝国动画版》中。Square Pictures现在是史克威尔艾尼克斯的附属公司。